# Lobsang Khyenrab Wangchug
Lobsang Khyenrab Wangchug (? - 1872) was de eerste Tagdrag rinpoche en de zesenzeventigste Ganden tripa van 1853 tot 1870 en daarmee de hoofdabt van het klooster Ganden en hoogste geestelijke in de gelugtraditie in het Tibetaans boeddhisme. In de periode 1864-1872 was hij tevens de regent in Tibet.
Khyenrab Wangchug werd eind achttiende of begin negentiende eeuw geboren in Gyelrong in Kham. Details van zijn ouders en jeugd zijn niet bekend. Vermoedelijk werd hij monnik in een plaatselijk klooster in Gyelrong. In zijn jeugd reisde Khyenrab Wangchuk naar Lhasa en ging hij studeren aan het Loseling-college van het Drepungklooster. 
Daar begon hij zijn opleiding met inleidende teksten in de logica; vervolgens studeerde hij de vijf hoofdvakken van het Gelug-curriculum. Hij deed het traditionele examen van Lharampa tijdens het Mönlam gebedsfestival in Lhasa en behaalde de titel van Geshe Lharampa, de hoogste graad in de Gelug-traditie in Tibet.
Vervolgens schreef Khyenrab Wangchuk zich in bij het Gyume College in Lhasa, waar hij tantra studeerde, inclusief de riten en rituelen, mandala en zang. Hij deed examen tantra en behaalde de titel van Ngakrampa, tantrameester. Hij diende daarna als zangleider en abt van het college, en vervolgens als Jangpa Choje , een voorwaarde om hoofdabt van Ganden te kunnen worden.
In 1853 werd Lobsang Khyenrab Wangchuk gekozen tot zesenzeventigste Ganden tripa. Alternatieve data van zijn troonsbestijging zijn 1852 en 1855. Hij diende tot 1859. Tijdens zijn ambtstermijn diende hij als tutor van de twaalfde dalai lama, Trinley Gyatso (1857-1875).
In 1864 werd Trichen Lobsang Khyenrab Wangchuk aangesteld als regent door de regering van de dalai lama in Lhasa en diende hij ongeveer tien jaar. In mei van het volgende jaar ontving hij het zegel van regent dat hem door de Qing-dynastie-keizer werd gestuurd. Gedurende de tijd dat hij regent was, woonde hij in Dedrug Labrang in Meru Dratsang in het Barkor-gebied van Lhasa.
De vorige regent, de derde Reting rinpoche, Ngawang Yeshe Tsültrim Gyatso (1816-1863), werd gedwongen in ballingschap te gaan toen hij een machtsstrijd met de Kashag had verloren, zijn post werd daarna bezet door een Kashag-minister. Khyenrab Wangchuk deed het nauwelijks beter. De persoonlijke begeleider van de twaalfde dalai lama, Pelden Dondrub, die ook de algemene abt was van Ganden Shartse, daagde de regent uit en trachtte hem terzijde te schuiven. Een Kashag-minister werd blijkbaar vermoord toen hij probeerde de regent te waarschuwen; toen de overlevende ministers en de regent probeerden Pelden Dondrub te arresteren, vluchtte deze uit Lhasa en kwam om het leven.
Trichen Lobsang Khyenrab Wangchuk ging in 1872 over in het nirvana. Toen zijn reïncarnatie werd erkend, werd hij de eerste in de Dedrug-incarnatielijn.